# Margaret Okayo
Margaret Okayo (Masaba in district Kisii, 30 mei 1976) is een Keniaanse langeafstandloopster, die gespecialiseerd is in de marathon. Ze won verschillende grote internationale marathons.

## Biografie
Okayo was lid van de Gusii stam. Ze begon met hardlopen op de basisschool. Ze ging hierna naar de Itierio Secondary School in Kisii. Deze school voltooide ze in 1993. Ze kreeg in 1995 een baan bij de Kenya Prison Service, waar veel top-marathonlopers werken.
Onder haar meest succesvolle wedstrijden behoren de New York City Marathon in 2003 en de Boston Marathon in 2002. Op beide wedstrijden heeft ze het parcoursrecord in handen. Op 4 november 2001 brak ze het parcoursrecord van de New York City Marathon met een tijd van 2:24.21. Twee jaar later verbeterde ze dit record opnieuw tot 2:22.31.
Andere marathons die Okayo won zijn de marathon van Londen (2004), de marathon van Milaan (2003), marathon van San Diego (2000, 2001). Ook vertegenwoordigde ze haar land op de Olympische Spelen van 2004 in Athene, maar ze haalde de finish niet.
Okayo verblijft elk jaar drie maanden in Italië om te trainen. Ze wordt gemanaged door Federico Rosa en gecoacht door Gabriele Rosa.

## Persoonlijke records
| Onderdeel      | Prestatie | Datum             | Plaats    |
| -------------- | --------- | ----------------- | --------- |
| 5000 m         | 15.30,0   | 23 juni 2001      | Nairobi   |
| 10 km          | 32.26     | 7 juni 2003       | New York  |
| 15 km          | 49.09     | 11 juli 1999      | Utica     |
| halve marathon | 1:07.23   | 28 september 2003 | Udine     |
| 30 km          | 1:40.16   | 15 april 2002     | Boston    |
| marathon       | 2:20.43   | 15 april 2002     | Boston    |
| 5 km           | 15.21     | 20 mei 2001       | Cona      |
| 8 km           | 25.40     | 17 juli 1999      | Kingsport |

## Palmares

### 5000 m
- 1995: 7e Keniaanse kamp. - 16.42,5
- 1998: 6e Keniaanse kamp. - 16.29,44
- 1999: 6e Keniaanse kamp. - 16.11,0
- 2001:  Keniaanse kamp. - 15.30,0
- 2003: 6e Keniaanse kamp. - 15.46,3

### 10.000 m
- 1997:  Keniaanse WK Trials in Nairobi - 33.56,3
- 1998: 5e Gemenebestspelen in Kuala Lumpur - 34.27,39

### 5 km
- 1997: 4e Giro Medio Blenio in Dongio - 16.33
- 1998:  ConnectiCare Classic- Elite in Hartford - 16.17
- 2000:  Circuito Podistico in Cona - 16.09
- 2001:  Trofeo Perissinotto in Cona - 15.20,1
- 2001:  Mattoni Grand Prix in Praag - 15.59
- 2002: 5e Giro Media Blenio in Dongio - 17.13,5
- 2002:  Mattoni Grand Prix in Praag - 16.08

### 10 km
- 1996:  Liptonice Run in Noordwijk - 32.29
- 1996:  Loopfestijn Voorthuizen - 33.52
- 1999:  Greater Clarksburg - 33.32
- 2001:  Gualtieri - 32.38
- 2003:  New York Mini - 32.26
- 2004: 4e World's Best in San Juan - 32.38,1
- 2004:  Great Manchester Run - 32.23
- 2006: 4e Nike Cursa de Bombers in Barcelona - 33.14
- 2008:  Run Like a Deejay in Milaan - 32.45

### 15 km
- 1997: 4e Puy en Velay - 51.32
- 1999: 5e La Courneuve - 49.58
- 1999:  Utica Boilermaker - 49.09
- 2000: 4e La Courneuve - 49.44
- 2001:  São Sylvestre in São Paulo - 52.23
- 2003:  São Silvestre Road Race in São Paulo - 51.24
- 2005:  São Silvestre de Luanda - 49.11,2

### 10 Eng. mijl
- 1998:  Yankee Homecoming - 55.33

### 20 km
- 1997: 5e 20 km van Parijs - 1:09.32

### halve marathon
- 1997:  halve marathon van Pietramurata - 1:13.11
- 1998:  halve marathon van Prato - 1:14.17
- 1998:  halve marathon van Merano - 1:12.34
- 1998:  halve marathon van Rio de Janeiro - 1:13.21
- 1999:  halve marathon van Prato - 1:11.04
- 1999:  halve marathon van Trieste - 1:10.08
- 1999:  halve marathon van Leon - 1:12.24
- 1999:  halve marathon van Rio de Janeiro - 1:12.07
- 1999: 13e WK in Palermo - 1:11.29
- 2000:  halve marathon van Coamo - 1:16.52
- 2000:  halve marathon van Hastings - 1:14.41
- 2000:  halve marathon van Nice - 1:10.56
- 2000:  halve marathon van Rio de Janeiro - 1:11.22
- 2000: 5e Dam tot Damloop - 1:11.25
- 2000:  halve marathon van Udine - 1:09.03
- 2001: 4e halve marathon van Coamo - 1:19.41
- 2001:  halve marathon van Nice - 1:09.48
- 2001:  halve marathon van San Diego - 1:10.38
- 2001:  halve marathon van Virginia Beach - 1:10.43
- 2001:  halve marathon van Udine - 1:08.51
- 2002:  halve marathon van Lissabon - 1:08.49
- 2002:  halve marathon van Portugal - 1:09.51
- 2003:  halve marathon van Virginia Beach - 1:09.17
- 2003:  halve marathon van Udine - 1:07.23
- 2004: 5e halve marathon van Lissabon - 1:12.19
- 2004:  halve marathon van Portugal - 1:09.51
- 2005:  halve marathon van Lissabon - 1:09.19
- 2005:  halve marathon van Sendai - 1:13.08
- 2005: 4e halve marathon van Lissabon - 1:15.42
- 2008:  Rome-Ostia halve marathon - 1:13.06
- 2008:  halve marathon van Turijn - 1:14.07
- 2008:  halve marathon van Cesano Boscone - 1:16.09
- 2009: 5e halve marathon van Azpeitia - 1:21.24
- 2009: 5e halve marathon van Porto - 1:11.00
- 2009:  halve marathon van Palmanova - 1:11.54
- 2010:  halve marathon van Brasilia - 1:17.17

### marathon
- 1999:  Chicago Marathon - 2:26.00
- 2000:  marathon van San Diego - 2:27.05
- 2000:  New York City Marathon - 2:26.36
- 2001:  marathon van San Diego - 2:25.05
- 2001:  New York City Marathon - 2:24.21
- 2002:  Boston Marathon - 2:20.43
- 2002:  marathon van Milaan - 2:24.59
- 2002: 5e New York City Marathon - 2:27.46[1]
- 2003: 4e Boston Marathon - 2:27.39
- 2003:  New York City Marathon - 2:22.31
- 2004:  Londen Marathon - 2:22.35
- 2004: 4e New York City Marathon - 2:26.31
- 2004: DNF OS
- 2005: 4e Londen Marathon - 2:25.22
- 2006: 9e Londen Marathon - 2:29.16
- 2010:  marathon van São Paulo - 2:40.23